# Екзотичний туризм
Екзотичний туризм (нетрадиційний туризм) – це такий різновид туристично-рекреаційної діяльності, який не типовий для даної місцевості.
Під терміном «екзотичний» розуміють щось незвичайне, то, що здебільшого людей здається дивним і незвичайним.
Цей вид туризму передусім пов'язаний з перебуванням в незвичайному, не звичному для життя регіоні (місці) і характеризується саме по цьому параметру, тому до екзотичного туризму так само відносяться новітні сучасні види космічного туризму, підводного, подорожі до місць катастроф (вимерлі міста), незвичайних своєю новизною, рідкістю, ексклюзивністю. 
Сюди так само можна віднести відвідування первісних племен, джунглів, печер, що захоплюють своєю неординарністю природних об'єктів, відвідування Північного і Південного полюсів.

## Сутність екзотичного туризму
Знайоме усім слово «екзотика» походить від грецького «exotikos», що перекладається як іноземний або чужий.
Поняття екзотики і екзотичного туризму історично властиве народам, що населяють країни північної півкулі, де і розташовані основні масиви континентальних територій суші, використовується, швидше усього, в європейському регіоні, і застосовується до ареалу понятійних груп, що описують явища і предмети, що мають місце, передусім в територіально інших регіонах, а саме в південних і східних, віддалених і недоступних в колишні часи і що відвідуються тільки цілеспрямовано для відпочинку і ознайомлення з культурою. Екзотичні країни асоціюються з пальмами, мавпами, верблюдами і слонами, теплим кліматом, ласкавим блакитним морем, великою кількістю фруктів і кольорів. Екзотика не може бути постійною для мандрівника і властива для короткочасного відвідування екзотичної місцевості, оскільки постійне мешкання або тривале знаходження в ній вже створює звичку і екзотика позбавляється своєї загадкової незвіданої чарівності.

## Привабливість екзотичного туризму
Екзотичний туризм охоплює відвідування таких місць як: вулканів, островів, водоспадів і інших. У окремих випадках такий вид туризму пов'язаний з ризиком і серйозними фізичними навантаженнями, що вимагає сміливості і умінь. 
Екзотичний відпочинок тим і привабливий, що він в чомусь небезпечний, в чомусь нестандартний
•	На справжньому етапі динамічного розвитку туризму досить яскраво і чітко виявляється високоплатіжний споживчий попит на туризм, який можна визначити як екзотичний.
•	Екзотичний туризм не має видових відмінностей, крім особливостей власне дестинації (країни, регіону) відвідування, які і за рахунок ряду характеристик атрибутів власне природних, расових, культурних можна віднести до екзотики. Саме поняття «екзотика» – вельми суб'єктивна і залежить від індивідуальних ознак (від загального рівня знань і інтелекту самого туриста, регіону і середи його мешкання, його релігії і верований).
•	Даний вид туризму, це передусім видовище, унікальне по своїх ознаках, в загальному випадку що генерує позитивні емоції. Екзотика не може бути постійною для мандрівника і властива для короткочасного відвідування екзотичної дестинації, бо постійне мешкання або тривале знаходження в ній вже створює звичку і екзотика позбавляється своєї загадкової незвіданої чарівності.

## Види екзотичних подорожей
Тури з метою шукання скарбів - розрізнюються професійні експедиції в пошуках скарбів і скарбів і любительські - пригодницькі, розважального характеру, з надання можливості помити золотий пісок у відходах золоторудного виробництва, пошуку коштовних каменів. На островах Індійського океану пропонують туристам лопату і карту з приблизним місцезнаходженням закопаного казкового скриньки – такий вигляд занять входить в перелік острівних розваг туристів.
Космічний туризм – найдорожчий і, мабуть, найекзотичніший вигляд екстремального туризму – подорож на орбіту Землі. Поки космічних туристів можна перерахувати по пальцях. Це американський мільйонер Денис Тіто і громадянин ПАР Марк Шаттлворд. Першому тижневе перебування на Міжнародній космічній станції обійшлося в $12 млн., другому – в $14 млн. Пізніше до старту на МКС готувався соліст групи N'Sync Ленс Басс, але через недостаток у фінансуванні його старт не відбувся. Після відомого краху «Шатла», відправка туристів в космос припинилася на невизначений термін.
Джайлоо-туризм (від киргизької назви юрти) – це один з видів екзотичного екстремального відпочинку – життя в первісному племені з всією чарівністю кочового побуту. Протягом останніх п'яти років в багатьох країнах з'явилися турагентства, що пропонують відправитися в подорож «до дикунів». У нашій країні такий екстремальний відпочинок називається джайлоо-туризм. 
Цей захоплюючий вигляд туризму успішно розвивається на високогірних пасовищах Киргизстана. Пропонується сон прямо на підлозі юрти чабана, поруч з димним вогнищем, свіжа баранина і кумис, а також верхові прогулянки в горах і на пасовищах.
Кайтсерфінг. Суть його полягає в тому, що людина, що стоїть на дошці, розганяється за допомогою повітряного змія, шнур від якого знаходиться у нього в руках. Займатися кайтсерфингом можна як в горах, так і на рівнинній місцевості, єдиною обов'язковою умовою є вітер. Можна навіть котитися по будь-яких полях, як бажано плоским або горбистим. Але особливим шиком вважається прокотитися на дошці по водоймищах, покритих крижаною кіркою, і запорошенних снігом. До того ж русла рік або озер, як правило, є самими вітряними місцями. Дивна всесезонна універсальність дозволяє використати повітряних зміїв зимою і літом. А деякі професіонали здійснюють стрибки до 100 метрів в довжину і 30 у висоту.
Агротуризм – одним з видів екзотичного туризму для сучасного жителя. Це вигляд туризму, при якому відпочинок поєднується з частиною сільськогосподарських робіт. Досить часто туристи живуть на фермах, допомагають господарям, тим самим, оплачуючи своє мешкання і живлення. Плата не стягується ні з якої сторони. Агротуризм добре розвинений у Франції, Італії і Іспанії.
Екзотичний туризм, це передусім видовище, унікальне по своїх ознаках, в загальному випадку, що генерує позитивні емоції. Екзотика не може бути постійною для мандрівника і властива для короткочасного відвідування екзотичної дестинації, бо постійне мешкання або тривале знаходження в ній вже створює звичку і екзотика позбавляється своєї загадкової незвіданої чарівності.

## Міжнародний досвід розвитку екзотичного туризму
Найчастіше екзотикою європейці і американці називають природу, мистецтва і звичаї віддалених східних і південних районів. Екзотичний туризм – це подорож в якісь незвичайні райони, отримання нових гострих відчуттів, а іноді навіть деякий екстрим.
Відпочинок в екзотичних країнах – це дієвий спосіб уникнути повсякденності, зробити повне перезавантаження та випробувати радість життя. 
Незвична погода, інший устрій життя, яскраві фарби джунглів, нові звуки та запахи, незнайома і незвичайна кухня, цікава архітектура та культурне надбання екзотичних країн - основні складові захопливого та дивовижного відпочинку. 
Унікальні маршрути та нетривіальні місця без натовпу туристів: Балі, Таїланд, Мальдіви, Маврикій, Домінікана, Малайзія. 
Вибираючи відпочинок в екзотичних країнах, можна отримати від однієї поїздки море вражень і емоцій. Дайвінг, серфінг, сплави, їзда на джипах - чудовий спосіб скинути адреналін і забути про проблеми. 
Екзотичні країни – це рай і для любителів екскурсійного туризму. Древні храми, величні у своїй простоті ступи, страхітливі замки подарують інтелектуальну та естетичну насолоду. Відпочинок на пляжі, з дивовижним піском, гарячими сонячними променями та нереально прозорою водою знімає виснаженість буднів, наповнить силами та енергією. 
Екзотичний відпочинок – це невідомі, далекі острови та цікаві країни.
До географічних туристських регіонів, що традиційно відносяться до екзотичних потрібно відзначити: Східні країни, країни Латинської Америки, Африки, Океанії.

### Райони розвитку екзотичного туризму
- Розвинені і цивілізовані країни Північної Африки: Туніс і Марокко;
- Держави Центральної та Південної Африки: Танзанія, Кенія, ПАР і т.п .;
- Японія, Китай і інші країни Східної Азії;
- Країни Карибського басейну: Домініканська республіка, Ямайка, Барбадос, Сент-Люсія і т.д.;
- Австралія та Океанія;
- Південна Америка: Галапагоські острови, Парагвай, Венесуела, Бразилія і т.д;
- Деякі групи островів або острова: Сейшели, Балі, Таїті, Бора-Бора, Гаваї і т.д .;
- Країни Південно-Східної та Південної Азії: Непал, Індія, Таїланд і т.д[2].

Великою популярністю у туристів користується африканське сафарі. У Танзанії, Кенії і ПАР у туристів є можливість поганяти на джипах по африканським пустелях і степах, іноді навіть полюючи на диких тварин.
Сафарі влаштовують і в Австралії і Новій Зеландії – там туристи можуть пополювати на крокодилів, або кенгуру, або зайнятися дайвінгом на Великому Бар'єрному Рифі. Проте більшою мірою в Австралії цікаві місцеві аборигени – живе втілення давніх предків людини. Розвинена, унікальна і багатогранна культура цих племен по-справжньому екзотична, вона повністю відрізняється від усього, до чого звикли цивілізовані люди.
Абсолютно особливим і по-справжньому екстремальних районом є Антарктида. Зараз тури організовують навіть туди  і знаходиться чимало охочих подивитися на величні льоди. Більш м'яким варіантом такого туру є поїздка до Гренландії.
Слід відзначити, що найпопулярніші напрямки серед екзотичних країн – Домінікана, Куба, Мексика, Мальдіви, Сейшели, Занзібар, Маврикій, Індонезія, Індія, Китай, Таїланд, Шрі-Ланка.

#### Екзотичні місця Африканського регіону
Плато Соссусфлей – пам'ятка розташована у пустелі Наміб перекладається як "місце, де багато води". Місце одне з найцікавіших у світі  завдяки своїм високим червоним дюнам. Вони є найвищими в світі, а в короткий дощовий сезон наповнюються водою річки Тсохаб. На плато ще знаходиться найзнаменитіша  в пустелі Наміб улоговина Дед Влий ( перекл. як "мертва долина").
Національний парк Замбезі – це парк, який розташований на південному сході Замбії, який перебуває здебільшого у глухому стані. Різноманітність тварин незначна, проте є можливість наблизитись до диких тварин як і в більшості інших таких локацій. Парк розташований неподалік відомого заповідника Мана Пулс у Зімбабве.
Екзотичні місця Азійського регіону
Киргизстан – місце, де зародився джайлоо-туризм (назва походить від киргизького слова "жайлоо", що означає альпійський луг або гірське пасовище). Проживання з місцевими племенами відбувається у віддалених місцевостях, де малорозвинена інфраструктура. Сюди і раніше приїжджали з інших країн мандрівники, щоб проводити спостереження та дослідження, проте саме у джайлоо-туризмі не потрібно проводити спеціальних досліджень, адже проживаючи поряд з місцевими у типових для них будиночках-юртах, автоматично переймається досвід та пізнається цінність культури.

## Сучасний стан розвитку екзотичного туризму в Україні
У сучасному світі екзотичний туризм стає все більш популярним видом проведення вільного часу. Екзотичний туризм кожного року все більше набирає обертів у своєму розвитку. Україна зі своїм ресурсним потенціалом є країною майже безмежних можливостей для організації активного й екстремального, екзотичного відпочинку.
До найбільш екзотичних видів екстремального туризму в Україні можна віднести тури до ЧАЕС. 
Атомний туризм – це відносно новий різновид туризму, що передбачає відвідування Чорнобильської зони та місця ядерних випробувань.
Ядерний туризм – різновид туризму що пов'язаний з відвідуванням місцевостей, де використовували ядерну енергію.
Сьогодні найзапекліші сміливці створюють туристичні маршрути по місцевостях, пов'язаних з ядерними вибухами, аваріями, сховищами. 
Туристи з зацікавленням відвідують територію закритих міст, територій, наприклад, по дорозі до найпопулярнішої в ядерному туризмі, Чорнобильської зони відчуження, туристи переглядають фільм про катастрофу та її наслідки на її території та за межами України, а місто-привид Прип'ять, що входить в план екскурсії - це ніби картинка з чорно-білого фільму, яка береже у собі останні моменти життя в місті.

### Екзотичні унікальні місця в Україні
Актівський каньйон – річка Мертвовод, село Актове, Миколаївська область. Актівський каньйон – частина національного природного парку "Бузький Гард". Це мальовниче місце тісно пов’язане з історіями та легендами про козаків, криваві війни та містичні події. Дивовижна пам'ятка не має аналогів в Україні. На схилах ростуть унікальні рослини, зокрема гірські тюльпани. Каньйон дуже популярний серед скелелазів та фотографів. 
Джуринський водоспад – село Нирків, Тернопільська область. Є найбільш рівнинним водоспадом України. У цій місцевості вас здивує червоний колір землі та рожево-бордовий відтінок скель.   
Олешківські піски – найбільша пустеля в Європі й вона є справжнім природним дивом України. Численні бархани поділяють пустелю на 7 арен, кожна з яких відрізняється своїми природними особливостями. Екзотичний краєвид вражає туристів. Влітку температура піску сягає +75 градусів, а дощів тут може не бути цілий рік. 
Ландшафтний парк у Буках – парк поєднує багату архітектуру і екзотичні рослини. Володіння українського багатія Івана Суслова вражають своєю красою. Парк став одним із туристичних осередків Київської області. Він складається з двох частин: храмового комплексу й ландшафтної зони. Вхід на територію безкоштовний, однак у деякі частини парку можна потрапити лише з екскурсоводом за символічну плату. У садибі також живе багато диких тварин. 
Оптимістична печера – село Королівка, Тернопільська область. Найбільша гіпсова печера в Євразії, яку внесено до Книги рекордів Гіннеса. Таємниче творіння природи має складний лабіринт ходів різної форми, кольору та розміру. Освітлення довкола каменів додає магічності природній пам’ятці й приваблює туристів. 
Тараканівський форт – село Тараканів, Рівненська область. Тараканівський форт – найдивовижніша пам’ятка Західної України, її важко назвати фортецею чи замком. Це оборонна споруда, що залишилася Україні після третього поділу Польщі у XVIII столітті. Тут є безліч підземних тунелів і ярів, тому вдягаєтеся тепліше, адже навіть влітку температура повітря тут нижча ніж 10 градусів за Цельсієм. 
Дністровський каньйон – один із найбільших у Європі, який визнано природним чудом України. 
Чорний ліс – ліс, що розташований на території Знам'янського та Олександрійського районів Кропивницької області. Отримав свою назву від племен, що раніше проживали тут - чорних клобуків. У лісі знаходиться озеро Берестувате або Чорне, а глибину утворення  виміряти неможливо. Крім цього з водоймою пов'язують чималу кількість таємниць та міфів. 

### Фактори ризику, що виникають в екзотичному туризмі
- несприятливі погодні умови обраного середовища (різка зміна клімату);
- біологічний вплив (пов'язано з природними алергенними носіями або іншими тваринами чи рослинами, які можуть зашкодити здоров'ю);
- предмети, що можуть завдати фізичні травми (переломи, опіки);
- пожежна небезпека (особливо у сухих місцях з високою температурою повітря );
- інші чинники: недостатня кількість інформації, технічний стан об'єктів, психологічна неготовність та нестійкість, культурна та релігійна неграмотність, форс-мажорні обставини, недостатній рівень кваліфікації провідника та інші.

## Список використаних джерел
1. Kruczek Z. Exotic cultural tourism (trends, tour operators, participants) [Електронний ресурс] / Zygmunt Kruczek. – 2011. – Режим доступу до ресурсу: http://www.turystykakulturowa.org/pdf/2011_02_01EN.pdf
2. Екзотичний туризм [Електронний ресурс] – Режим доступу до ресурсу: https://allref.com.ua/uk/skachaty/Ekzotichniiy_turizm
3. Екзотичний туризм [Електронний ресурс] – Режим доступу до ресурсу: http://4ua.co.ua/sport/qa3bc78a5d43a88421316c26_0.html
4. Цікаві місця України. Топ 100 місць, які варто відвідати [Електронний ресурс] - Режим доступу до ресурсу: https://travel-guide.in.ua/uk/article/87/tsikavi-mistsia-ukrayini-top-100-mists-iaki-varto-vidvidati-v-ukrayini
5. Плато Соссусфлей в пустелі Наміб [Електронний ресурс] – Режим доступу до ресурсу: https://vsviti.com.ua/places/6695
6. Сафарі-парки південної Африки [Електронний ресурс] – Режим доступу до ресурсу: https://onlinetickets.world/uk/news/safari-parki-yujnoy-afriki-fotoobzor